# Sincerely (TRUEの曲)
「Sincerely」（シンシアリー）は、TRUEの12枚目のシングル。2018年1月31日にLantisから発売された。

## 制作
テレビアニメ『ヴァイオレット・エヴァーガーデン』のオープニングテーマを担当することが決まった際、当初はのちの3rdアルバム『Lonely Queen’s Liberation Party』からリード曲「Lonely Queen’s Liberation Party」の使用を構想していたが、監督の石立太一から『ヴァイオレット・エヴァーガーデン』は人間同士の関わりに重点した作品であることを聞き、当初の音楽性を変更したうえで、優しさや慎ましさを重視した結果、ミディアムバラードになった。「ふたりごと」は、「2人でしか歌えない素朴な歌」をテーマに制作された。

## 音楽性
「Sincerely」は、言葉を伝える事を大切にした楽曲。「泡影セカイ」は愛を表現したかっこいい曲。「ふたりごと」の詞は相手への想いが溢れる温かい内容。

## リリース
前作「BUTTERFLY EFFECTOR」から約6か月ぶりのリリース。アーティスト盤、アニメ盤の2種リリース。アーティスト盤には「Sincerely」がオープニングテーマとして起用されたテレビアニメ『ヴァイオレット・エヴァーガーデン』のエンディングテーマを担当する茅原実里とのデュエット曲を収録。

## プロモーション、マーケティング
YouTubeの「Lantis Channel」で2017年12月1日に「Sincerely」のミュージックビデオのショートバージョン、2018年1月14日に視聴動画、1月30日にミュージックビデオのフルバージョンを配信。2018年1月31日に東京ドームシティ ラクーアガーデンステージでオープンイベントを開催。内容はミニライブ、お渡し会。

## アートワーク、パッケージ
アーティスト盤のジャケットデザインは同日リリースの茅原実里のシングル「みちしるべ」と並べると一通の手紙のデザインであり、2枚のCDを合わせると封蝋で繋がっている。茅原は想いを綴る人、TRUEは想いを届ける人を表現している。「Sincerely」、「みちしるべ」共にジャケット撮影は同日に同じスタジオで行われた。

## 批評
CDジャーナルは、「ストリングスがドラマティックな曲。楽曲に負けない、張りと切なさを併せ持つボーカルが印象的。」と評した。

## ミュージック・ビデオ
撮影は茅原実里の「みちしるべ」のミュージック・ビデオと同じく、2017年11月8日に行われた。物語仕立ての構成になっており、同ビデオに繋がる物語を描いている。

## メディアでの使用
| Sincerely | テレビアニメ『ヴァイオレット・エヴァーガーデン』オープニングテーマ |

## シングル収録内容
| 全作詞: 唐沢美帆。 |                               |           |           |                    |      |
| #                  | タイトル                      | 作詞      | 作曲      | 編曲               | 時間 |
| 1.                 | 「Sincerely」                 | 唐沢美帆  | 堀江晶太  | 堀江晶太,Evan Call | 4:35 |
| 2.                 | 「泡影セカイ」                | 唐沢美帆  | h-wonder  | h-wonder           | 4:03 |
| 3.                 | 「ふたりごと」(TRUE&茅原実里) | 唐沢美帆  | 渡辺拓也  | 渡辺拓也           | 4:47 |
| 合計時間:          | 合計時間:                     | 合計時間: | 合計時間: | 13:25              |      |

| 全作詞: 唐沢美帆。 |                           |           |           |                    |      |
| #                  | タイトル                  | 作詞      | 作曲      | 編曲               | 時間 |
| 1.                 | 「Sincerely」             | 唐沢美帆  | 堀江晶太  | 堀江晶太,Evan Call | 4:35 |
| 2.                 | 「泡影セカイ」            | 唐沢美帆  | h-wonder  | h-wonder           | 4:03 |
| 3.                 | 「Sincerely」(off vocal)  | 唐沢美帆  |           |                    | 4:35 |
| 4.                 | 「泡影セカイ」(off vocal) | 唐沢美帆  |           |                    | 4:03 |
| 合計時間:          | 合計時間:                 | 合計時間: | 合計時間: | 17:16              |      |

## スタッフ・クレジット
- Performed & Created by TRUE
- General Producer：斎藤滋（Lantis）
- Producer：関根陽一（Lantis）
- Artist Management：辻翔太（HIGHWAY STAR）
- Mastering Engineer：袴田剛史（FLAIR）
- Mastering Studio：VICTOR STUDIO
- Package Design：乗上拓摩
- Photographer：佐久間正道
- Stylist：石川香代子
- Hair & Make-up：今野真樹
- Creative Producer：小島冬樹（Lantis）
- Creative Coordination：家城賢太郎（Lantis）
- Creative Assistant：松元友里（Lantis）
- Sale Promotion Producer：佐橋計（Lantis）
- Sale Promotion：唐川絢子、早川覚子、高田みつき、小暮隼平、山口修平（Lantis）
- Promotion Producer：本野信介、向後友紀子（Lantis）
- Promotion：木村仁美（Lantis）
- Promotion Desk：根子亜由美（Lantis）
- A&R：手塚祐貴、長尾拓馬（Lantis）
- Executive Supervisor：井上俊次（Lantis）
- Special Thanks：© 暁佳奈、京都アニメーション／ヴァイオレット・エヴァーガーデン製作委員会

### 楽曲スタッフ
- 01.「Sincerely」
  - Guitar：神田ジョン
  - Bass：堀江晶太
  - Drums：岩田ガンタ康彦
  - Piano：菊池亮太
  - Strings：室屋光一郎ストリングス
  - Recording Studio：SPLASH SOUND STUDIO
  - Recording & Mixing Engineer：淺野浩伸（Redefine）
- 02.「泡影セカイ」
  - Guitar：林部直樹
  - Bass：山口寛雄
  - All Other Instruments & Programming：h-wonder
  - Vocal Director：荻原瑠唯（Lantis）
  - Recording Engineer：岩田直樹（aLIVE RECORDING STUDIO）、新垣安奈（Redefine）
  - Recording Studio：aLIVE RECORDING STUDIO、SPLASH SOUND STUDIO
  - Mixing Engineer：淺野浩伸（Redefine）
- 03.「ふたりごと」
  - Guitar：渡辺拓也
  - Bass：二村学
  - Drums：楠瀬拓哉
  - Recording Studio：SPLASH SOUND STUDIO
  - Recording & Mixing Engineer：淺野浩伸（Redefine）

## チャート
| チャート（2018年）                | 最高位 |
| --------------------------------- | ------ |
| オリコン（週間）                  | 26     |
| オリコン（週間デジタル）          | 19     |
| オリコン（デイリー）              | 16     |
| オリコン（週間・アニメ）          | 12     |
| Billboard Japan Hot 100           | 44     |
| Billboard Japan Hot Animation     | 14     |
| Billboard Japan Download Songs    | 19     |
| Billboard Japan Top Singles Sales | 25     |

## カバー
- Lia - 2019年12月18日発売のアルバム「REVIVES II -Lia Sings beautiful anime songs-」に収録。
- MindaRyn - 2020年11月18日発売のシングル「BLUE ROSE knows」に収録。
- CocoTsuki - 2021年2月14日発売のアルバム「Crossroad」に収録。
- AZKi - 2023年11月22日、デジタルシングルとして発売。